# Hebraeorum gens
 (avril 2024).
Hebraeorum gens est une bulle pontificale, rédigée par Pie V et nommée d'après ses premiers mots; Le peuple juif (en latin : Hebraeorum gens). Elle est datée du 4 mars 1569.
C'est un document de gestion des peuples des États pontificaux et donc un document administratif de Pie V, agissant comme souverain temporel de ses États.
Avec ce texte, Pie V ordonne l'expulsion de tous les Juifs de ses États, à l'exception de ceux qui vivent dans les ghettos de Rome et d'Ancône. L'expulsion de la communauté juive est ici justifiée par son inutilité sociale et par les accusations d'usure, de pratiques magiques et de haine envers les chrétiens. Les Juifs ont trois mois pour quitter les États pontificaux, sous peine de confiscation de leurs biens.
Ces directives ont été assouplies par Sixte V dans la bulle Christiana pietas (1586) puis remises en vigueur par la bulle Caeca et obdurata de Clément VIII en 1593.

## Considérations générales
Dans l'exposé des motifs, Pie V indique que les Juifs furent méprisés et dispersés à cause de leur incroyance et se sont montrés perfides et ingrats quand ils ont rejeté leur Sauveur par la mort indigne (en latin : « perfida et ingrata suum Redemptorem indigna morte peremptum impie reprobarit »). Les moyens par lesquelles ils combattent la faim[Quoi ?] sont, selon Pie V, exécrables et infâmes (en latin : « foedas et infames artes, quibus famem tolerare possit »). 
Le pape accuse les Juifs de dérober les chrétiens indigents de leurs moyens de subsistance[Quoi ?] par l'usure (en latin : « multa usurarum genera […], quibus Hebraei egentium Christianorum substantiam usquequaque exinaniverunt »), d'accepter des voleurs (furum et latronum receptores ») et leur butin[Quoi ?]. Ce que le pape trouve le plus dangereux (quodque omnium perniciosissimum est), sont les sortilèges, les incantations, les méfaits et les superstitions magiques, par lesquelles ils exposent beaucoup de gens étourdis et infirmes[Quoi ?] aux impostures de Satan (en latin : « sortilegiis, incantationibus, magicisque superstitionibus et maleficiis dediti, quamplurimos incautos atque infirmos, Sathanae praestigiis inducunt »). Le pape croit que le peuple Juif est susceptible aux attaques des Chrétiens[Quoi ?] (« quam infesta omnibus sit, qui hoc nomine [Christi] censentur »).
Ces différentes considérations qui semblent très excessives au monde moderne, sont plutôt habituelles pour l'époque. Ainsi, la rédaction du Marchand de Venise de Shakespeare interviendra dans cette même moitié du XVIe siècle, dans un contexte de remise en cause du rôle d'usuriers assumé par les Juifs depuis l'interdiction ancienne faite par l’Église aux chrétiens de pratiquer le prêt à intérêts.

## Directives temporelles
Ayant été ému par la croissance des crimes qui place l'état en danger, pensant que ce peuple ci-dessus n'est pas nécessaire /est inutile/ pour son état (en latin : « augescentium quotidie, ad civitatum nostrorum perniciem, scelerum gravitate permoti; cogitantes praeterea, supradictam gentem […] nulli Reipublicae usui esse nostrae »), le pape ordonne que tous les Juifs des deux sexes quittent ses domaines dans trois mois après la publication de la bulle (§1). 
Les trois mois s'étant écoulés, tous les Juifs pèlerins ou habitants qui seront attrapés seront dérobés de tous ses avoirs, deviendront la propriété de l'église catholique romaine et resteront en esclavage perpétuel (en latin : « rebus omnibus spolientur, […] mancipia Romanae Ecclesiae fiant, et in perpetuam servitutem asserantur »). Les villes d'Ancône et Rome sont exemptes des injonctions (§2).
Les paragraphes §3 et §4 traitent de l'application de la bulle.
Il n'est permis à personne (« Nulli ergo hominum liceat ») d'enfreindre le précepte du pape. Si quelqu'un ose le faire, sera frappé par l'indignation divine et apostolique (§5).
Quelques restrictions ont été apportées par le pape Paul IV (dans sa bulle Cum nimis absurdum), mais, à la fin de l'incipit de Hebraeorum gens, Pie V recommande leur adoption par les peuples plus éloignés (en latin : « nostris vero populis, qui praesertim a nobis aliquanto remotiores sunt, conducibilius fore […] »), c'est-à-dire les autres États catholiques.

## Les conséquences
La plupart des injonctions de Hebraeorum gens ont été révoquées par Sixte V dans sa bulle Christiana pietas (1586) mais dans la deuxième année de son pontificat, en 1593, Clément VIII publie la bulle Caeca et obdurata par laquelle il promulgue l'expulsion des Juifs de ses domaines.